# Wario World
Wario World (ワリオワールド Wario Wārudo?) es un juego de plataformas desarrollado por Treasure Co. Ltd y distribuido por Nintendo para la consola Nintendo GameCube. Fue publicado en Europa el 20 de junio de 2003, en Norteamérica el 23 de junio de 2003, en Australia el 10 de junio de 2003, y en Japón el 27 de mayo de 2004. Representa la primera aparición protagónica de Wario en una videoconsola de sobremesa. La historia del juego se centra en Wario y su aventura para recuperar su tesoro y su castillo de manos de Black Jewel, una joya malvada.
El juego fue recibido positivamente por los medios. Alabaron el modo de juego pero criticaron el ser muy corto. Wario World vendió cerca de 142,000 copias in Japón y cerca de 256,000 copias en los Estados Unidos. En el 2004, el juego fue relanzado como un título de Player's Choice.

## Modo de juego
El modo de juego de Wario World se centra principalmente en la lucha contra enemigos, aunque requiere alguna exploración estilo plataformas como Super Mario 64 y Super Mario Sunshine. Los controles son simples, y sólo se usan para saltar, caminar, correr, realizar movimientos de lucha, y usar la habilidad de "hipersucción" para recoger monedas cercanas. Los niveles estás diseñados como un plataformas con elementos de combate, y tienen un diseño principalmente linear. Contienen puertas trampa, que conducen a escenas especiales o desafíos estilopuzle. Por todo el juego, pequeños seres conocidos como "Spiritelings" dan consejos a Wario si son rescatados de su aprisionamiento.
Durante el combate, Wario puede recoger enemigos y girarlos, lanzarlos, o hacerles un marinete. Cuando son derrotados, los enemigos sueltan monedas, y tienden a reaparecer si se deja el área y luego se regresa. Las monedas pueden usarse para comprar ítems, como champiñones que regeneran vida o reviven al personaje. Si Wario no tiene suficiente dinero para regresar a la vida, el juego se acaba. Una nueva característica en Wario World son los "globos de pegamento" esféricos, en los cuales Wario se queda pegado si los toca, permitiendo al jugador alcanzar áreas que de otra manera serían inaccesibles. Por el camino, Wario puede recoger nuevamente sus tesoros, escondidos en cofres de tesoro, y obtener piezas doradas de estatuas Wario, que incrementan un medio la energía de Wario. Para poder avanzar en el juego, el jugador debe recoger cierta cantidad de diamantes rojos en el nivel. Si el jugador recoge todos los tesoros en todos los niveles, se pueden desbloquear minijuegos del juego para Game Boy Advance WarioWare, Inc.: Mega Microgame$!, y se pueden jugar usando el Nintendo GameCube Game Boy Advance Cable.

## Historia
El juego comienza con Wario su castillo recién construido, que esta lleno de tesoros que él consiguió en sus aventuras pasadas. Una joya malvada de nombre Black Jewel, escondida en el tesoro de Wario, despierta de la nada y se apodera del castillo de Wario. Black Jewel convierte el tesoro de Wario en monstruos, y transforma el castillo en 4 mundos de nombre Excitement Central, Spooktastic World, Thrillsville and Sparkle Land, cada uno tiene 2 niveles y una pelea del jefe. Una área central es donde Wario puede ir a los mundos, aunque también va al Cuadro del tesoro, donde la Gran Caja del Tesoro donde Black Jewel está escondida, se encuentra. Wario avanza por las áreas controladas por la Black Jewel, recuperando sus tesoros y rescatando Spritelings (las criaturas que encarcelaron a Black Jewel en el pasado), hasta que obtiene la llave del Gran Tesoro y lucha contra Black Jewel. La victoria de Wario le permite tomar el control de su castillo otra vez.
Durante el final del juego, la calidad del nuevo castillo de Wario depende del número de Spritelings rescatados. En el peor de los casos, Wario esta solo en un descampado con nada más que su trono en una jungla oscura, pero si se rescataron los 40 Spritelings, Wario tiene un palacio incluso más grande que el que tenía antes.

## Desarrollo
En 2000 Universal Interactive iba a hacer una secuela next-gen del juego de 1997 "Adventures in Puyo Puyo Dungeon" pero se canceló
Wario World se mostró por primera vez en el E3 de 2002 como una demo técnica. En la siguiente E3 de 2003, se mostraron mejoras en la forma de juego, lo que en la E3 anterior faltaba. El 22 de agosto de 2002, durante la Nintendo's Gamer's Summit, se fijó la fecha de lanzamiento en Norteamérica para el 11 de noviembre de 2002. Más tarde el juego se retrasaría hasta el 23 de marzo de 2003.
En un principio, no estaba claro quién estaba desarrollando Wario World, hasta el 22 de abril de 2003, cuando Nintendo of America reveló oficialmente que Treasure, la compañía detrás de los exitosos títulos Gunstar Heroes e Ikaruga se encontraba trabajando en el juego. Luego de la exitosa colaboración que Nintendo y Treasure gozaron durante l desarrollo de Sin and Punishment: Successor of the Earth para la Nintendo 64, las dos compañías querían trabajar juntas de nuevo. El equipo R&D1 quería continuar su línea de trabajo con un juego en 3D de la franquicia de Wario. La música de Wario World fue compuesta por Norio Hanzawa y Minako Hamano. La voz de Wario fue puesta por Charles Martinet, quien también dobla a Mario y Luigi en los videojuegos de Mario.

## Recepción
Wario World fue un éxito comercial, vendiendo alrededor de 142.000 copias en Japón. En el 2004, el juego fue relanzado junto con Mario Golf: Toadstool Tour yd F-Zero GX como parte de la línea Player's Choice, una selección de juegos a precio reducido.
La recepción de la crítica de Wario World fue de positiva a mixta. La versión de Estados Unidos de Play le dio al juego una nota perfecta, y el analista comentó que en Wario World "es gratificante cada segundo [que él] sostiene el control, y que, [para él], es genial". Nintendo Power dijo que el juego era "muy divertido". GamePro indicó que Wario World "se mantiene adictivo por el peso de el innovador diseño". La publicación norteamericana Game Informer elogió al juego por incluir "montones de batallas contra jefes geniales". Matt Casamassina de IGN decaró que Wario World tuvo "algunas mecánicas de control geniales y un diseño de niveles inventivo". Electronic Gaming Monthly dijo , "Wario [World] te hace pasar un buen rato mientras dure y vale la pena darle una oportunidad. Solo no esperes una aventura con la calidad de Mario".
Wario World recibió críticas negativas por su duración, con algunos analistas indicando que el juego es más corto que el juego de consola promedio. Tom Bramwell de Eurogamer comparó a Wario World con Luigi's Mansion, un juego también criticado por su duración, y dijo que el juego es como Luigi's Mansion "otra vez". GameSpy indicó que Wario World "ofrece poco más que la diversión promedio de un plataformas en 3D, y lo que se ofrece resulta ser muy corto y repetitivo". GameSpot comentó que "el producto final es demasiado corto y simple como para mantener tu atención por más de un día".